# حسن محقق
محمد حسن محققي، المعروف أيضًا باسم حسن محقق، كان ضابطًا إيرانيًا برتبة عميد في الحرس الثوري الإيراني. شغل منصب نائب رئيس منظمة استخبارات الحرس الثوري الإيراني، وهي واحدة من أهم الأجهزة الأمنية في إيران.
تم إغتياله بتاريخ 15 يونيو 2025 في غارة جوية إسرائيلية استهدفت مقرًا استخباريًا في طهران، والتي أدت أيضًا إلى مقتل رئيسه المباشر، رئيس منظمة استخبارات الحرس الثوري، العميد محمد كاظمي.

## المسيرة العسكرية
شغل محقق منصب نائب رئيس جهاز الاستخبارات في الحرس الثوري الإسلامي، وهو الجهاز العسكري الاستخباراتي الرائد في إيران، والمسؤول عن التجسس ومكافحة التجسس والعمليات السرية. قبل ذلك، كان مديرًا لدائرة الاستخبارات الاستراتيجية في الحرس الثوري الإسلامي. وقد وضعه هذا المنصب بين كبار مسؤولي الاستخبارات العسكرية. كما كان من قدامى المحاربين في الحرب العراقية الإيرانية.

## الوفاة
في 15 يونيو 2025، شنّت إسرائيل غارة جوية على مبنى في طهران، يتواجد فيه كبار ضباط استخبارات الحرس الثوري الإيراني. أسفرت الغارة عن مقتل كلٍّ من محمد كاظمي ومحقق، بالإضافة إلى مسؤولين رفيعي المستوى آخرين في فيلق القدس وأجهزة استخبارات أخرى تابعة للحرس الثوري الإيراني.
أكّد جيش الدفاع الإسرائيلي رسميًا مقتل محقق، مشيرًا إلى قيادته السابقة لعمليات استخباراتية استراتيجية. وأكدت وسائل إعلام إيرانية، بما في ذلك وكالة تسنيم، ووكالة أنباء شينخوا، مقتل كلا المسؤولين الاستخباراتيين إلى جانب ضباط آخرين في الحادث نفسه. وأصدر الحرس الثوري الإيراني بياناتٍ أدان فيها الهجوم، وتعهد بمواصلة العمل العسكري ضد إسرائيل.
وكان من المقرر تشييع جنازته في 28 يونيو إلى جانب جنازات جميع كبار القادة الذين قُتلوا خلال الحرب الإيرانية الإسرائيلية.